# Mirosław Adam Supruniuk
Mirosław Adam Supruniuk (ur. 9 lipca 1962 w Grudziądzu) – polski historyk kultury, nauki i sztuki, archiwista, dr hab. Od 2005 dyrektor Muzeum Uniwersyteckiego w Toruniu.

## Życiorys
Absolwent historii Uniwersytetu Mikołaja Kopernika w Toruniu, doktorat tamże w 1990 ("Kultura" - Kraj: pomoc paryskiego Instytutu Literackiego dla Polski w latach 1946-1990. Koncepcje i realizacja). Habilitacja w Instytucie Historii Nauki PAN w 2012 (Historii nauki, kultury i sztuki polskiej na emigracji i na kresach w XX wieku, w zakresie źródeł, bibliografii, czasopiśmiennictwa, archiwoznawstwa, muzealnictwa i biografistyki). Dyrektor Biblioteki Uniwersyteckiej w Toruniu (2004-2010). Założyciel i kierownik (od 1995) Archiwum Emigracji (od 1995) i Muzeum Uniwersyteckiego w Toruniu (od 2005). Redaktor naczelny czasopisma „Archiwum Emigracji” (od 1998). Jego żoną jest Anna Supruniuk.

## Wybrane publikacje
- Emisariusze innej Polski : Instytut Literacki w Paryżu (1946-1992), Toruń: BU 1992.
- Kultura: materiały do dziejów Instytutu Literackiego w Paryżu : bibliografia działalności wydawniczej 1946-1990 (uzupełnienia), Toruń: Uniwersytet Mikołaja Kopernika 1994.
- Kultura: materiały źródłowe do dziejów Instytutu Literackiego w Paryżu, t. 2: Bibliografia przedruków wydawnictw Instytutu Literackiego w Paryżu w niezależnych oficynach wydawniczych w Polsce w latach 1977-1990, Warszawa: Towarzystwo Opieki nad Archiwum IL w Paryżu - "Pomost" 1995.
- (redakcja) "Wiadomości" i okolice: szkice i wspomnienia, t. 1-2, red. i oprac. Mirosław A. Supruniuk, Toruń: Uniwersytet Mikołaja Kopernika 1995-1996.
- (współautor: Anna Supruniuk), Bibliografia. [4], "Kultura" (1988-1996), "Zeszyty Historyczne" (1988-1996), działalność wydawnicza (1988-1996), Paryż: Inst. Literacki 1997.
- (redakcja) Libella, Galerie Lambert: szkice i wspomnienia, red. i oprac. Mirosław A. Supruniuk, Toruń: Uniwersytet Mikołaja Kopernika 1998.
- Zbiory i prace dotyczące emigracji i Polonii w Bibliotece Uniwersyteckiej oraz Książnicy Miejskiej w Toruniu: informator,  Toruń: Wydawnicywo Uniwersytetu Mikołaja Kopernika 1999.
- (redakcja) Homo bibliographicus: Henryka Baranowskiego zmagania z bibliografią, oprac. red. Adam Domański i Mirosław A. Supruniuk, Toruń: Uniwersytet Mikołaja Kopernika 2001.
- (redakcja) Andrzej Kłossowski, Książka polska na obczyźnie - XX wiek, wybrali, przygot. do dr. i wstępem poprzedzili Mirosław A. Supruniuk i Janusz Tondel, Toruń: Uniwersytet Mikołaja Kopernika 2003.
- Mała galeria sztuki emigracyjnej: wystawa ze zbiorów Archiuwm Emigracji UMK: sprawozdanie, oprac. M. A. Supruniuk, J. Krasnodębska, Toruń: Archiwum Emigracji 2003.
- (redakcja) Piotr Marian Massonius, Dzieje Uniwersytetu Wileńskiego 1781-1832: notatki z wykładów w roku akademickim 1924/1925, do dr. przygotowali, przypisami, szkicami uzupełniającymi i posłowiem opatrzyli Anna Supruniuk, Mirosław Adam Supruniuk, Toruń: Biblioteka Uniwersytecka : Wydawnictwo Uniwersytetu Mikołaja Kopernika 2005.
- Czesław Miłosz poza cenzurą : poeta w niezależnym obiegu wydawniczym w latach 1977-1989: Vilnius - Kaunas - Toruń 31.03 - 30.06.2006 = Czesławas Miłoszas be cenzūros : poetas nepriklausomoje pogrindžio leidyboje 1977-1989 metais, vert. Odeta Venkavičiene, Toruń: Biblioteka Uniwersytetu M. Kopernika - Oficyna Wydawnicza Kucharski 2006.
- (redakcja) Gombrowicz emigrantów: na podstawie ankiety Michała Chmielowca w londyńskich "Wiadomościach", przygot. do dr., uzup. i wstępem opatrzył Mirosław A. Supruniuk, Toruń: Wydawnictwo Uniwersytetu Mikołaja Kopernika 2006.
- (redakcja) Sztuka polska w Wielkiej Brytanii 1940-2000: antologia, wybrał, przygot. do dr. i wstępem opatrzył Mirosław Adam Supruniuk, Toruń: Wydawnictwo Uniwersytetu Mikołaja Kopernika - Oficyna Wydawnicza Kucharski 2006.
- (redakcja) Inwentarz archiwum "Wiadomości" (1946-1981) oraz archiwów "Wiadomości Polskich, Politycznych i Literackich" (1940-1944), nagrody "Wiadomości" (1958-1990) i Mieczysława Grydzewskiego (1939-1971), oprac. Mirosław Supruniuk, Aneta Jadowska i Marta Karpińska, wstępem opatrzył Mirosław A. Supruniuk, Toruń: Wydawnictwo Uniwersytetu Mikołaja Kopernika 2006.
- Przyjaciele wolności: Kongres Wolności Kultury i Polacy, Warszawa: Wydawnictwo DiG 2008.
- (współautor: Anna Supruniuk), Uniwersytet Stefana Batorego w Wilnie w fotografiach 1919-1939, Toruń: Wydawnictwo Naukowe UMK 2009.
- (współautor: Anna Supruniuk), Uniwersytet Mikołaja Kopernika w fotografiach 1945-2010 = Nicolaus Copernicus University in photographs 1945-2010, t. 1-3, ze wstępem historycznym Ryszarda Kozłowskiego, Toruń: Wydawnictwo Naukowe Uniwersytetu Mikołaja Kopernika 2011.
- Uporządkować wspomnienia: nieautoryzowane rozmowy z Jerzym Giedroyciem, Toruń: Towarzystwo Przyjaciół Archiwum Emigracji 2011.
- Zobaczyć inną Polskę: pomoc paryskiego Instytutu Literackiego dla Polski w latach 1946-1990: koncepcje i realizacja,  Toruń: Towarzystwo Przyjaciół Archiwum Emigracji 2011.
- (współautor: Anna Supruniuk), Bibliografia. [5], "Kultura" (1997-2010), "Zeszyty Historyczne" (1997-2010), działalność wydawnicza (1997-2010), "Fragments" (1973-1979), Paryż: Association Institut Littéraire "Kultura" - Warszawa: Towarzystwo "Więź" 2013.
- (redakcja) Leopold Tyrmand, Listy do redaktorów "Wiadomości", oprac. i przypisami opatrzył Mirosław A. Supruniuk, konsult. edytorska Beata Dorosz, Toruń: Wydawnictwo Naukowe Uniwersytetu Mikołaja Kopernika 2014.
- (redakcja) Mieczysław Grydzewski, Silva rerum, wybór Jerzy B. Wójcik, Mirosław A. Supruniuk, Warszawa: Wydawnictwo Iskry 2014.